# (38546) 1999 VV32
1999 VV32 (asteroide 38546) é um asteroide da cintura principal. Possui uma excentricidade de 0.12128300 e uma inclinação de 1.92453º.
Este asteroide foi descoberto no dia 3 de novembro de 1999 por LINEAR em Socorro.